# Justin Turner (baloncestista)
Justin Rafael Turner (Detroit, Míchigan, 12 de marzo de 1998) es un baloncestista estadounidense. Con 1,93 metros de estatura, juega en la posición de escolta.

## Trayectoria deportiva
Es un escolta formado en la Renaissance High School de Detroit, Míchigan hasta que en 2016 ingresó en la Universidad Estatal de Bowling Green en el estado de Ohio, donde jugaría durante cinco temporadas la NCAA con los Bowling Green Falcons, desde 2016 a 2021.
En las filas de los Bowling Green Falcons acabó siendo el primer jugador en la historia de la universidad en alcanzar la cifra de 2000 puntos, llegando en su último año senior a los 19'3 puntos, 4'3 rebotes y 4'3 asistencias de media en los 25 encuentros que disputó.
Tras no ser elegido en el Draft de la NBA de 2021, disputaría la Liga de Verano de la NBA con los San Antonio Spurs.
El 23 de octubre de 2021, Justin fue seleccionado por los Westchester Knicks en la Ronda 1 con el Pick 4 en el Draft de la NBA G League de 2021.
El 16 de noviembre de 2021, firma por los Motor City Cruise de la NBA G League.
En verano de 2022, disputa la Liga de Verano de la NBA con los Detroit Pistons.
En la temporada 2022-23, continuaría en las filas de los Motor City Cruise hasta el 19 de diciembre de 2022.
El 2 de marzo de 2023, firma por los Grand Rapids Gold de la NBA G League, en el que promedió 12'1 puntos, 2'7 rebotes y 3'1 asistencias, en los poco más de 18 minutos que estuvo en pista.
El 5 de julio de 2023, firma por el Club Ourense Baloncesto de la Liga LEB Oro. El 2 de mayo de 2024, rescinde su contrato con el conjunto orensano.